# Jílové u Prahy
Jílové u Prahy (německy Eule) je město v okrese Praha-západ. Leží asi 20 km jižně od Prahy v kopcovité krajině 3 km od pravého břehu Sázavy. Ve středověku zde byly významné zlaté doly; dnes je město především centrem sídelní a rekreační oblasti poblíž hlavního města, nachází se na západním okraji Hornopožárských lesů. Žije zde přibližně 5 300 obyvatel.

## Historie

### Středověk
První domnělá písemná zmínka o Jílovém v listině Ostrovského kláštera k roku 1045 je padělek ze 13. století. Původem to byla hornická osada ze 13. století, kterou vysadil lokátor Eberhard na městečko s kamenným kostelem sv. Mikuláše, který byl po roce 1623 přesvěcen na sv. Vojtěcha. Do druhé třetiny 13. století se vztahuje zpráva kronikáře Františka Pražského o hroudě zlata, darované králi Václavovi I., jejíž věcnou správnost historikové potvrzují.
První datovaná zpráva o městečku Jílovém byla dlouho zástavní listina Oldřicha Zajíce z Valdeka (1242–1271) z 13. září 1331.[rozpor] Nalezla se ale ještě starší zmínka o existenci Jílového, a to v záznamech Starého Města Pražského z roku 1310. Ve druhém desetiletí 14. století se Jílové připomíná již jako „královské zlatohorní město“, když zde král Jan Lucemburský dal razit zlatý dukát. Později bylo městečko zastavované různým šlechticům. Privilegiem krále Karla IV. (kolem roku 1350) bylo potvrzeno Jílové u Prahy jako královské město a ražba zlatých dukátů pokračovala.
V roce 1422 město dobyli a vypálili husité, což na dlouho zdecimovalo jeho hospodářskou činnost.

### Raný novověk

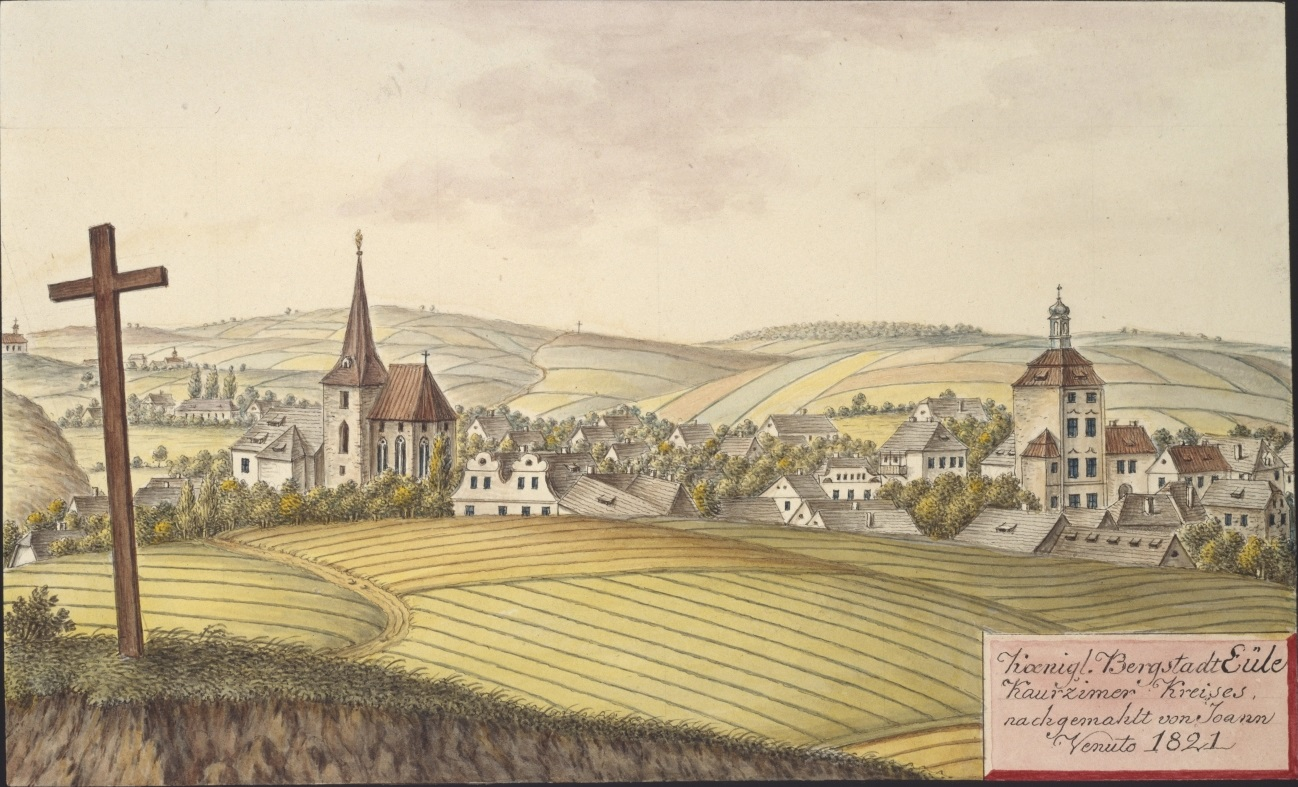
Jílové u Prahy v roce 1821, kresba Johanna Venuta

Obnovené doly zničil roku 1567 požár. Vilém z Oppersdorfu roku 1587 a po něm obšírně mincmistr Lazar Ercker ze Schreckenfelsu roku 1592 podali zprávu o nevalném výtěžku jílovských hor. Těžba byla ve větším rozsahu obnovena až roku 1689. Do těžby zlata zde v první polovině 18. století investovali zakoupením dolů například i dva pražští umělci. Úspěšný byl malíř Kristián Luna, který z výnosu svého podílu sponzoroval výstavbu areálu Panny Marie Vítězné na Bílé Hoře, fiaskem skončila investice malíře Petra Brandla, který se velmi zadlužil.
Těžba zlata pokračovala v omezené míře až do roku 1968, kdy byl poslední důl jako nerentabilní uzavřen.

### Současnost
Roku 1992 bylo Jílové u Prahy uznáno Ministerstvem kultury ČR městskou památkovou zónou.
V roce 1950 se z obce Jílové u Prahy oddělila nová obec Luka pod Medníkem (s osadami Luka pod Medníkem, Podloučí a Dolní Studené), v obci Jílové u Prahy zůstaly části a osady Jílové u Prahy, Kabáty, Radlík, Horní Studené a Žampach; Dolní Studené a Horní Studené vznikly rozdělením dosavadní osady Studené. Od té doby byla Luka pod Medníkem opět připojena k Jílovému, ale místní část Studené i nadále je rozdělena do dvou katastrálních území.

## Územněsprávní začlenění
Dějiny územněsprávního začleňování zahrnují období od roku 1850 do současnosti. V chronologickém přehledu je uvedena územně administrativní příslušnost města v roce, kdy ke změně došlo:
- 1850 země česká, kraj Praha, politický okres Jílové, soudní okres Jílové[9]
- 1850 země česká, kraj Praha, politický okres Jílové, soudní okres Jílové
- 1855 země česká, kraj Praha, soudní okres Jílové
- 1868 země česká, politický okres Karlín, soudní okres Jílové
- 1884 země česká, politický okres Královské Vinohrady, soudní okres Jílové[10]
- 1921 země česká, politický okres Královské Vinohrady expozitura Jílové, soudní okres Jílové[11]
- 1925 země česká, politický i soudní okres Jílové[12]
- 1939 země česká, Oberlandrat Praha, politický i soudní okres Jílové[13]
- 1942 země česká, Oberlandrat Praha, politický okres Praha-venkov-jih, soudní okres Jílové[14]
- 1945 země česká, správní i soudní okres Jílové[15]
- 1949 Pražský kraj, okres Praha-východ[16]
- 1960 Středočeský kraj, okres Praha-západ
- 2003 Středočeský kraj, obec s rozšířenou působností Černošice

### Rok 1932
Ve městě Jílové u Prahy (přísl. Kabáty, Luka, Podloučí, Radlík, Studené, Svatováclavské Lázně, Žampach, 2340 obyvatel) byly v roce 1932 evidovány tyto živnosti a obchody:
- Instituce a průmysl: poštovní úřad, telegrafní úřad, telefonní úřad, okresní úřad, okresní soud, berní úřad, důchodkový kontrolní úřad, četnická stanice, katol. kostel, společenstvo hostinských, kovářů, krejčí, obchodníků, potravinářů, řezníků a uzenářů, různých živností a truhlářů, 5 cihelen, výrobna chemických přípravků Desina, 2 pily, pivovar, strojírna, továrna na vatu.
- Služby (výběr): 2 lékaři, zvěrolékař, 2 advokáti, notář, 2 autodrožky, biograf Sokol, drogerie, fotoateliér, 2 hodináři, pastevní družstvo, 9 hostinců, 3 hotely (Hrádek, Šidelář, V Lázních), 2 kožišníci, velkoobchod s hospodářskými potřebami Agrosol, lékárna U české koruny, Občanská záložna v Jílovém, Všeobecná záložna v Jílovém, stavitel, 2 velkostatky, vinárna, zubní ateliér.

## Pamětihodnosti
- Radnice („Věž“) na Masarykově náměstí, původně věžová tvrz ze 14. století, barokně přestavěná počátkem 18. století. Na fasádě v patře vymalován sv. Florián jako patron proti požárům.
- Dům Mince z roku 1356, původně královský horní úřad, dnes regionální muzeum s expozicemi o těžbě zlata a dalšími (Masarykovo n. č.p. 16). Středověká patrová budova přestavěná v roce 1706.
- Gotický kostel sv. Vojtěcha na jižní straně Masarykova náměstí ze 13. století, ve 14. století přistavěn vysoký presbytář a v 18. století kostel barokně upraven. Jednolodní obdélná stavba s hranolovou věží mezi lodí a presbytářem. Presbytář s gotickými okny sklenut křížovou klenbou. Cenné zařízení (křídlový oltář z doby kolem 1500, některé části jsou v Národní galerii, krucifix z počátku 15. století, cínová křtitelnice z roku 1542).
- Hřbitovní kostel Božího Těla, gotický z roku 1392, barokně upravený.
- Barokní kaple sv. Václava z roku 1763 a pramen sv. Václava v bývalých Svatováclavských lázních.
- Včelní hrádek na ostrohu nad místní částí Kabáty, barokní patrový zámeček z roku 1786 na místě bývalé tvrze.[18]

### Technické památky
- V okolí města se dochovalo asi 25 důlních štol někdejších zlatých dolů. Nejznámější jsou tři zlatorudné štoly, zčásti zpřístupněné. Štoly Svatý Josef a Svatý Antonín Paduánský v údolí Kocour jsou přístupné s průvodci Regionálního muzea z Jílového. Třetí zpřístupněnou štolou je štola Halíře, která je rovněž ve správě Regionálního muzea v Jílovém u Prahy. Štola Halíře se nachází pod stejnojmenným vrchem na katastrálním území obce Pohoří, asi 1,5 km směrem na severovýchod od železniční stanice Jílové u Prahy. Také další štoly byly zasvěcené katolickým patronům, např. štola Svatý Leopold.
- Nejvýznamnějším zpřístupněným důlním dílem je štola sv. Václava na Žampachu. Zpřístupněná trasa, kde je možné se na prohlídku objednat má celkem 4 km a je zde k vidění řada funkčních strojů používaných při těžbě surovin.
- Významnou technickou památkou je rovněž 43 metrů vysoký kamenný Žampašský most. Leží na posázavské trati v údolí Kocour směřujícím k Sázavě.

### Zaniklé památky
V Jílovém byl roku 1621 založen klášter s kostelem Panny Marie Loretánské, do kterého byli uvedeni minorité od sv. Jakuba v Praze. Klášter se nacházel mezi ulicemi Čs. armády a Pod Mincovnou, při kostele byla zřízena Loretánská kaple. Celý poutní areál zanikl po josefínských reformách, kdy byl přestavěn na obytné domy čp. 18-22, dochovalo se jen průčelí.

### Další stavby
V severní části města stojí areál bývalé vojenské záložní nemocnice z let 1964–1968.

## Části města
Město Jílové u Prahy se skládá ze sedmi částí na třech katastrálncích územích:
- Jílové u Prahy (i název k. ú.) včetně lokalit Svatováclavské Lázně a Kamenná Vrata v západní části
- Radlík (leží v k. ú. Jílové u Prahy)
- Kabáty (leží v k. ú. Jílové u Prahy) v Kabátech u hranic s Borkem leží i nádraží Jílové u Prahy)
- Studené (Horní Studené leží v k. ú. Jílové u Prahy, Dolní Studené v k. ú. Luka pod Medníkem)
- Žampach (leží v k. ú. Jílové u Prahy) pravobřežní část Žampachu včetně lokality Včelní Hrádek; levobřežní část Žampachu patří do k. ú. Hostěradice obce Kamenný Přívoz)
- Borek (k. ú. Borek nad Sázavou)
- Luka pod Medníkem (i název k. ú.) zahrnuje lokality Podloučí a Dolní Studené; v tomto k. ú. se nachází železniční stanice Luka pod Medníkem

V letech 1869–1910 k městu patřilo i Skalsko.

## Doprava

### Dopravní síť

#### Pozemní komunikace
Ve městě končí silnice II/104 Davle – Jílové u Prahy. Městem prochází silnice II/105 Praha – Jílové u Prahy – Neveklov – Sedlčany.

#### Železnice
Územím města prochází železniční trať Praha – Vrané nad Vltavou – Čerčany. Je to jednokolejná regionální trať, doprava byla v úseku Skochovice – Jílové u Prahy zahájena roku 1900, v úseku Jílové u Prahy – Čerčany roku 1897. Železniční stanice se však nenachází přímo v Jílovém, ale asi 1,5 km na jih od náměstí směrem k řece Sázavě.

### Veřejná doprava 1. 4. 2021

#### Autobusová doprava
Hlavní přepravní zátěž ve směru do Prahy je odbavována autobusy, zahrnutými do systému Pražské integrované dopravy (linka 332 aj.). Z města dále vedou autobusové linky např. do těchto cílů: Praha (331, 332, 341 a 362), Benešov (752), Davle (444), Kamenice (444), Krhanice (752), Neveklov (332), Týnec nad Sázavou (752).

#### Železniční doprava
Po trati Praha – Vrané nad Vltavou – Čerčany (v JŘ pro cestující vedená pod číslem 210) vede linka S8 (Praha – Vrané nad Vltavou – Čerčany) v rámci pražského systému Esko. Spojení z Prahy hlavního nádraží do Jílového u Prahy a zpět dle jízdního řádu na období 2018/2019 zajišťovalo denně 14 párů osobních vlaků.

## Partnerská města
- Holzgerlingen, Německo
- Nováky, Slovensko
- Peschici, Itálie

## Osobnosti
- Edward Kelley, alchymista císaře Rudolfa II., vlastnil koncem 16. století dům Mince
- Dětství tu trávil František Bohuslav Batovec (1846–1909), velkoobchodník a tiskař, čestný občan města
- Žili zde na své chatě spisovatelé duchovní literatury a přední čeští učitelé jógy JUDr. Eduard Tomáš a RNDr. Míla Tomášová. Po část roku zde dnes žije jejich syn, také spisovatel, ing. Miloš Tomáš.
- Václav Vaněček (1905–1985), historik, právník, profesor, akademik
- František Chvalkovský (1885–1945), politik, ministr zahraničí, místní rodák
- František Salamánek (* 9. 2. 1908 Doubravčice - † 14. 1. 1993 Praha ) malíř, absolvent Uměleckoprůmyslové školy v Praze a žák Aloise Kalvody, zde v obci Kamenná Vrata po 2.svět. válce na své chatě tvořil a vyrážel malovat své milované Posázaví.

## Fotogalerie

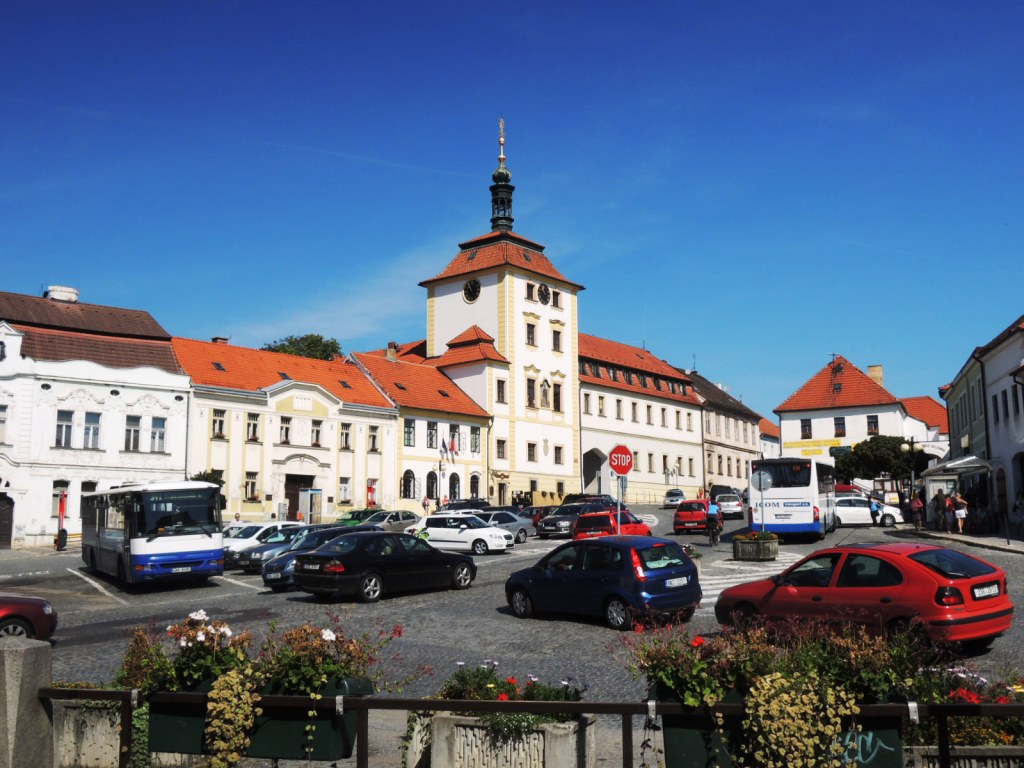
Jílové u Prahy, Masarykovo náměstí k severu
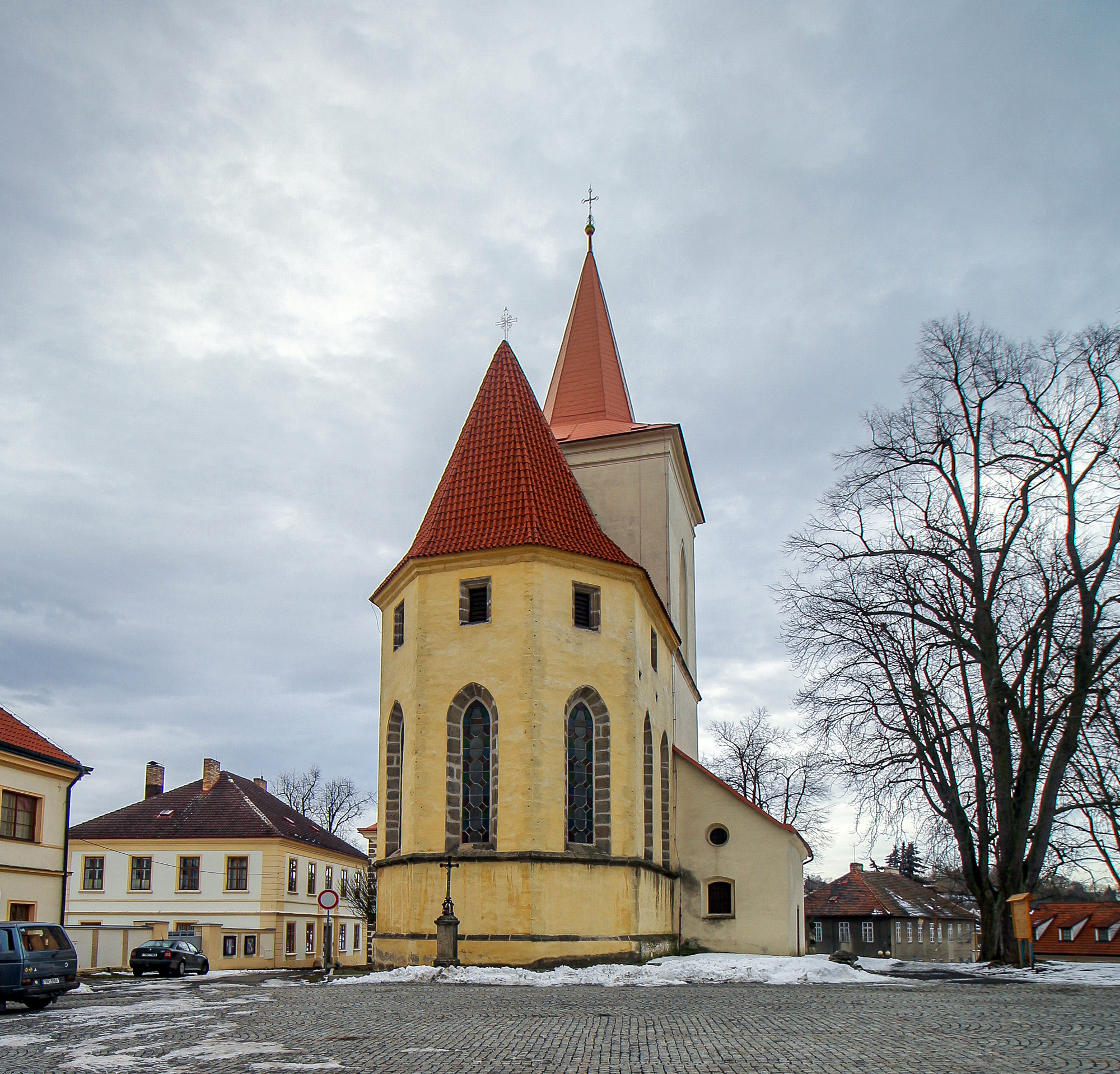
Jílové u Prahy - kostel svatého Vojtěcha
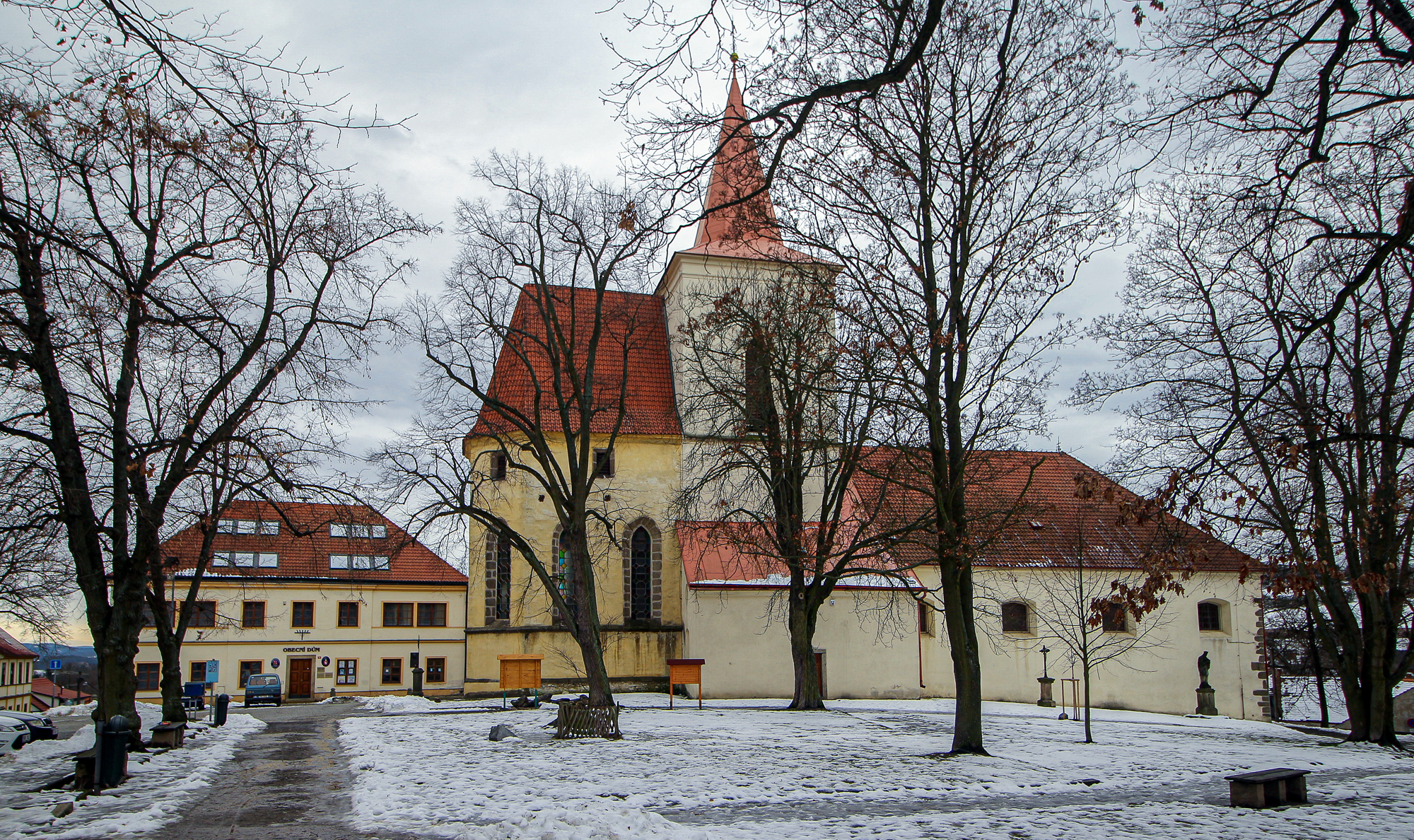
Jílové u Prahy, kostel sv. Vojtěcha od severu
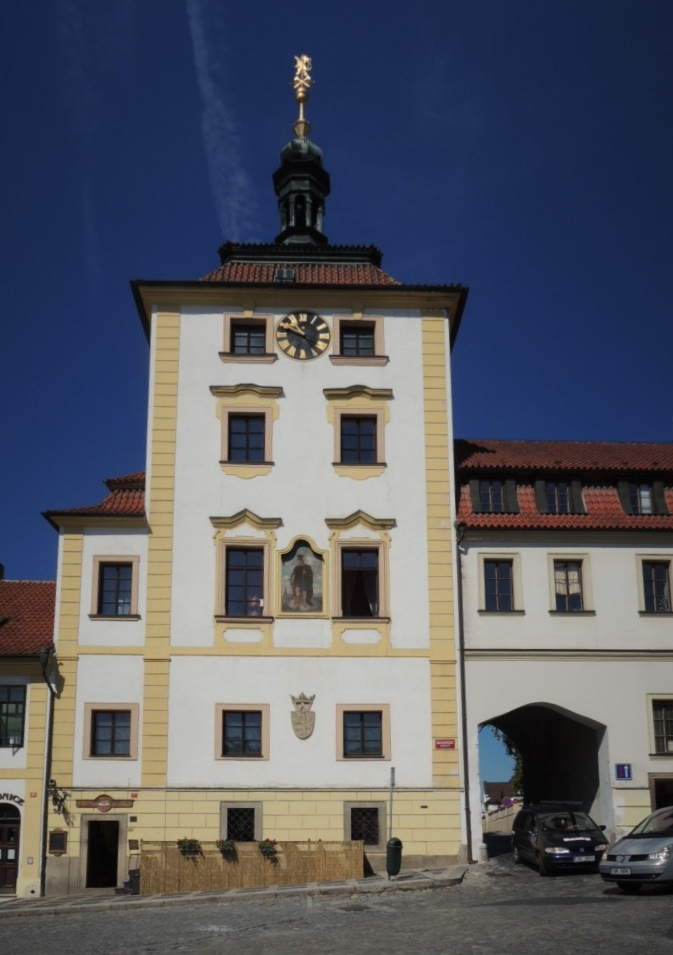
Jílové u Prahy, radnice - středověká Věž
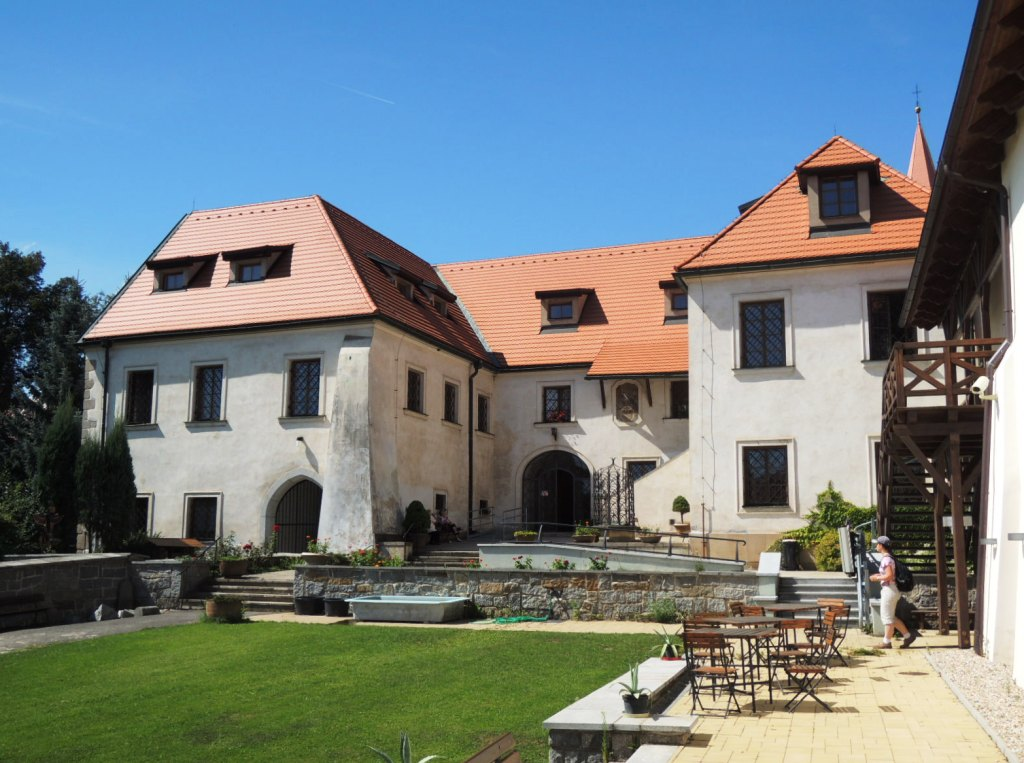
Jílové, historický dům Mince, dnes muzeum, od východu
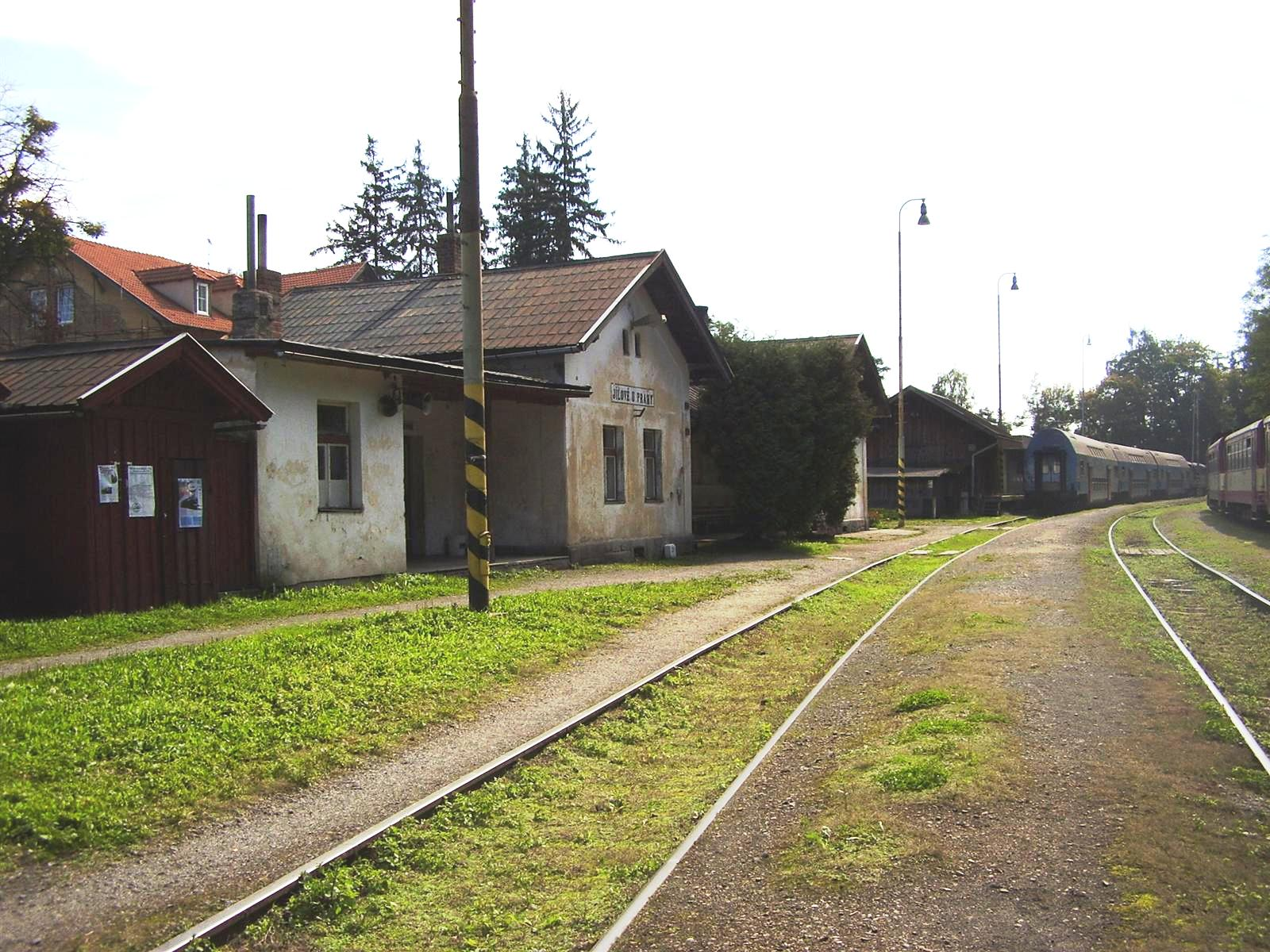
Nádraží Jílové u Prahy